# 徳島高等学校
徳島高等学校（とくしまこうとうがっこう、英称:Tokushima High School）とは、徳島県徳島市庄町に存在していた私立高等学校である。

## 沿革
（沿革の出典は理事長の子孫が保存していた書類に基づく）
- 1947年(昭和22年)3月  - 徳島外事専門学校設立（代表者原菊太郎、校長川竹武夫）
- 1947年(昭和22年)6月  - 徳島市昭和小学校を仮教室として開校（入学生：男女208名）
- 1947年(昭和22年)12月 - 徳島市矢三町の本校舎に移転
- 1948年(昭和23年)10月 - 財団法人徳島外事学会設立（理事長原菊太郎）徳島外国語高等学校に改組。普通科全日制、定時制及び外国語科定時制課程を置[2][3][4]
- 1950年(昭和25年)1月  - 徳島市庄町1丁目に校舎移転
- 1950年(昭和25年)3月  - 私立学校法の施行に伴い、財団法人徳島外事学会を学校法人徳島外語学園（理事長川竹武夫）に改組
- 1959年(昭和34年)4月  - 校名を徳島高等学校と改称
- 1960年(昭和35年)3月  - 校舎1棟、教室4を増築
- 1966年(昭和41年)10月 - 鉄筋コンクリート3階建校舎1棟を増改築並びに運動場新設
- 1966年(昭和41年)11月 - 学園創立20周年記念式並びに校舎増改築第1期工事落成式を挙行
- 1975年(昭和50年)8月  - 運動場バレーコート、バスケットコート建設
- 1978年(昭和53年)1月  - 学校法人徳島外語学園を学校法人生光学園が吸収、校地・校舎を継承[5]。
- 1978年(昭和53年)3月  - 徳島高等学校閉校[6]
- 1979年(昭和54年)4月  - 生光高等学校開校[6]

## 概要
- 日本キリスト教団徳島兄弟教会が中心となり、昭和22年3月に3年制の旧制専門学校「徳島外事専門学校」として設立された。[7]
- 英語を中心にドイツ語・フランス語・中国語が教えられていた。[7]

- 閉校の理由は、理事長であった川竹武夫の高齢と健康状態の悪化に伴い、学校の経営を断念したことにある[8]。生光学園理事長美馬昇に経営等を含めた全てを任せ、閉校に至った。[9]

- 生光学園に併合された段階で16名の生徒が在校していたが、学期末に3年生12名が卒業し、2年生4名も転校したため一旦閉校した後、徳島高等学校を生光高等学校と改称して開校している。[6][10]

- 校舎は親族により改修され、カルチャーセンターやオフィス、ブライダルスタジオとして使用されている。[11][12]